# Petites Sœurs de l'Évangile
Les Petites Sœurs de l'Évangile forment une congrégation religieuse dont la spiritualité s'inspire de Charles de Foucauld (1858-1916)  fondée le 1er décembre 1963 par le père René Voillaume (1905-2003), qui trente ans plus tôt, en 1933, avait déjà fondé la congrégation des Petits Frères de Jésus.

## Histoire
La congrégation prend naissance le 1er décembre 1963 à partir d'un petit groupe de Petites Sœurs de Jésus, pour aller vers les plus démunis. Les premières professions religieuses sont prononcées en 1966. L'institut est érigé en congrégation de droit diocésain le 17 novembre 1979 et ses constitutions sont approuvées en 1990 par Mgr Deroubaix, évêque de Saint-Denis.

## Description
Elles sont au nombre de 70 et mènent une vie contemplative, apostolique, communautaire en petites fraternités, souvent au service de la pastorale locale, d'une aumônerie de prison, du club local de personnes âgées, de diverses associations, de centres socio-professionnels, etc. En France, elles sont présentes en 2019 dans neuf fraternités : à Azet dans les Hautes-Pyrénées, à Bonnefamille dans l'Isère (qui tient aussi lieu de noviciat international), à Montbazin dans le Languedoc, dans une HLM de Montpellier, à Mulhouse, dans une HLM de Paris auprès d'immigrés, à Pierrefitte-sur-Seine, à la fraternité générale de Saint-Denis, ainsi qu'à la fraternité d'accueil de cette même ville.
Le travail, comme Jésus à Nazareth, est une dimension importante, au même titre que la vie contemplative. De plus les sœurs ont à cœur de vivre le dialogue œcuménique et interculturel, et à développer une « sobriété heureuse ».